# Вельзер, Филиппина
Филиппина Вельзер (нем. Philippine Welser; 1527, Аугсбург — 24 апреля 1580, Инсбрук) — морганатическая супруга эрцгерцога Австрии Фердинанда II Габсбурга.

## Биография

### Семья
Филиппина Вельзер родилась в 1527 году в Аугсбурге в семье патриция и купца Франца Вельзера (1497—1572) и Анны Адлер (1507—1572). Филиппина происходила из рода предпринимателей и патрициев Вельзеров; её дядей был известный банкир и меценат Варфоломей Вельзер, который организовывал и финансировал экспедиции Николая Федермана в Новый Свет.

### Свадьба
Эрцгерцог Фердинанд II Габсбург, правитель Тироля и сын императора Фердинанда I, тайно обвенчался с Филиппиной Вельзер, не принадлежавшей к аристократическим кругам общества. Неизвестно, когда именно и при каких обстоятельствах они встретились друг с другом, но, согласно сохранившимся документам от 1576 года, свадьба состоялась в январе 1557 года в Бржезнице. После свадьбы Филиппина была поселена в замке Кршивоклат, где прожила следующие 6 лет.
Историки XIX века выдвинули версию, что их знакомство могло произойти во время Рейхстага, проводившегося в 1548 году в Аугсбурге. Однако не сохранилось никаких упоминаний о том, что Фердинанд там присутствовал. Первый зафиксированный контакт с семьёй Вельзер датируется 12 мая 1556 года. По всей вероятности встреча будущих супругов произошла осенью 1556 года в Бржезницком замке при содействии тётки Филиппины, Катарины фон Локсан.

### Реакция
В 1559 году император Фердинанд I впервые услышал о неравном браке своего сына. Он пожелал, чтобы брак оставался в секрете, а их дети были исключены из линии наследования Габсбургов, но всё же имели права на дворянские титулы и ношение габсбургской символики. Несмотря на то, что император так и не признал официально этот брачный союз, тем не менее, он принял невестку и её детей под покровительство, и, кроме того, обеспечил их в финансовом отношении. Фердинанд и Филиппина старались следовать поставленным условиям. Так, к примеру, их сыновья, родившиеся в 1558 и 1560 годах, жили в замке Брежнице под видом подкидышей. Только близкие друзья пары знали об истинном положении вещей. Близнецы Филипп и Мария, появившиеся на свет в 1562 году, также были «взяты на воспитание», однако вскоре умерли. Когда император узнал об их смерти, то отдал приказ тайно похоронить детей в усыпальнице Собора Святого Вита в Праге.
После смерти императора Фердинанд стал правителем Тироля. Его жена и дети обосновались в замке Амбрас, специально для них отремонтированном и перестроенном в ренессансном стиле. Филиппина занималась благотворительностью и увлекалась выращиванием лекарственных трав, попутно написав сборник рецептов различных снадобий, а также поваренную книгу.
В 1576 году старший сын, Андреас, готовясь к посвящению в кардиналы, обязан был предоставить доказательства того, что он появился на свет в законном браке. Папа Римский принял клятву Фердинанда, а также показания свидетелей, после чего брак Фердинанда и Филиппины был официально признан легитимным.

### Последние годы
С 1570 года у Филиппины появились серьёзные проблемы со здоровьем, и вследствие их она скончалась 24 апреля 1580 года. Её супруг Фердинанд II приказал воздвигнуть для неё гробницу из белого мрамора в Хофкирхе, Инсбрук. Кроме того, он позаботился о прислуге своей жены и взял на себя все материальные затраты.
Их сыновья Андреас (1558—1600), епископ Констанца и Бриксена, и Карл (1560—1618), генерал императорской армии, получили титулы маркграфов Бургау.